# Нортпорт (Алабама)
Нортпорт  (англ. Northport) — город в округе Таскалуса  в США, в западно-центральной части штата Алабама. Расположен на реке Блэк-Уорриор напротив центра Таскалусы. Это 17-й по величине город в Алабаме с населением 31 125 человек по данным переписи населения США 2020 года. Он был включён в состав городов в 1871 году. Является частью статистической зоны Таскалусы.

## История
В 2002 году город был награждён премией All-America City Award (с англ. — «Всеамериканский город») присуждаемой Национальной гражданской лигой, которую неофициально называют «Нобелевской премией за конструктивное гражданство» и которая выдается за активную гражданскую позицию жителей некорпоративных сообществ Соединённых Штатов в жизни местного самоуправления. 

## Население
| 2010   | 2020    |
| ------ | ------- |
| 23 330 | ↗31 125 |